# Duriavenator hesperis
Il duriavenator (Duriavenator hesperis) è un dinosauro carnivoro appartenente ai megalosauri. Visse nel Giurassico medio (Bajociano, circa 175 milioni di anni fa) e i suoi resti fossili sono stati ritrovati in Inghilterra. È stato per lungo tempo considerato una specie del più famoso Megalosaurus.

## Descrizione
Questo dinosauro è noto grazie a un cranio incompleto, comprendente una mascella munita di lunghi denti ricurvi e seghettati. Questo cranio doveva essere relativamente robusto e allungato, molto simile a quello di Megalosaurus con il quale è stato a lungo confuso. Dal confronto con altri dinosauri simili (ad esempio Afrovenator), si suppone che Duriavenator fosse un predatore bipede dalle lunghe zampe posteriori e dagli arti anteriori armati di tre artigli ricurvi, con una grossa testa e lungo in totale circa 7 metri.

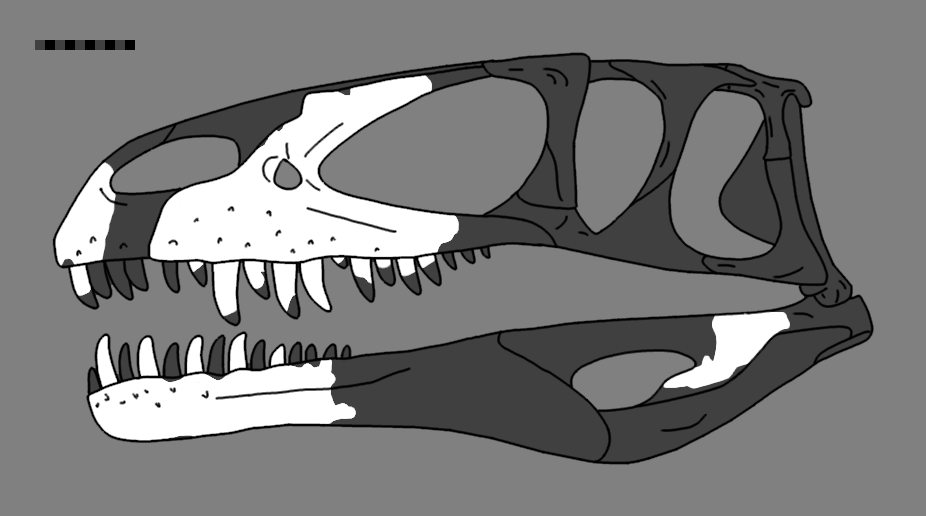
Ricostruzione del cranio di Duriavenator hesperis

## Classificazione
Descritti per la prima volta nel 1974 da Waldman, i fossili di questo dinosauro (rinvenuti in Dorset) vennero attribuiti inizialmente a una nuova specie del teropode Megalosaurus (M. hesperis), un genere che all'epoca comprendeva una quantità di specie fossili conosciute per frammenti e che veniva utilizzato per accogliere qualunque grande dinosauro carnivoro noto per poche ossa. In ogni caso, successivamente venne apposto il nome informale "Walkersaurus" ma fu solo nel 2008 che Roger Benson ridescrisse formalmente l'esemplare, denominandolo Duriavenator.
Nello studio di Benson, Duriavenator è considerato uno dei più antichi rappresentanti dei tetanuri, quel grande gruppo di dinosauri teropodi che comprende fra gli altri i carnosauri, gli spinosauri, i tirannosauri e gli uccelli. Questa ipotesi è dovuta alla presenza di alcune caratteristiche della mascella e dei denti (ad esempio un processo anteriore prominente e un particolare tipo di banda di smalto sui denti) che si riscontrano solo nei tetanuri. La presenza di un'apertura parzialmente occlusa nella mascella colloca Duriavenator nel gruppo degli spinosauroidi, in particolare nella famiglia dei megalosauridi. È probabile che questo dinosauro fosse a tutti gli effetti strettamente imparentato con Megalosaurus, ma le caratteristiche che sono state riscontrate in Duriavenator permettono di distinguere i due generi. In Inghilterra, in strati dell'Aaleniano/Bajociano, sono stati ritrovati i resti di un altro probabile megalosauro, Magnosaurus nethercombensis, di dimensioni minori e di corporatura più leggera.